# Pleurotomella brenchleyi
Pleurotomella brenchleyi é uma espécie de gastrópode do gênero Asperdaphne, pertencente a família Raphitomidae.